# ريازان
ريازان (بالروسية: Рязань) هي إحدى مدن روسيا في الكيان الفدرالي الروسي ريازان أوبلاست. وتقع المدينة على الساحل الأيمن لنهر اوكا عند مصب نهر تروبيج فيه. المدينة مركز تاريخي وثقافي واقتصادي وصناعي. وهي محور اساسي للنقل البري والنهري وفيها مطاران. تبعد عن موسكو حوالي 200 كيلومترا ومساحتها 224 كيلومترا مربعا.

## نبذة عن تاريخ المدينة
اسست المدينة عام 1095 وكانت مركزا لامارة ريازان ( يبعد الموقع عن مركز المدينة الحالي 50 كم. وتسمى ريزان القديمة ). اسس المدينة حفيد ياروسلاف الحكيم واطلق عليها اسم بيريسلافل، وكانت لقرون طويلة قلعة حصينة لامارة ريازان بوجه الغزوات والهجمات المعادية.

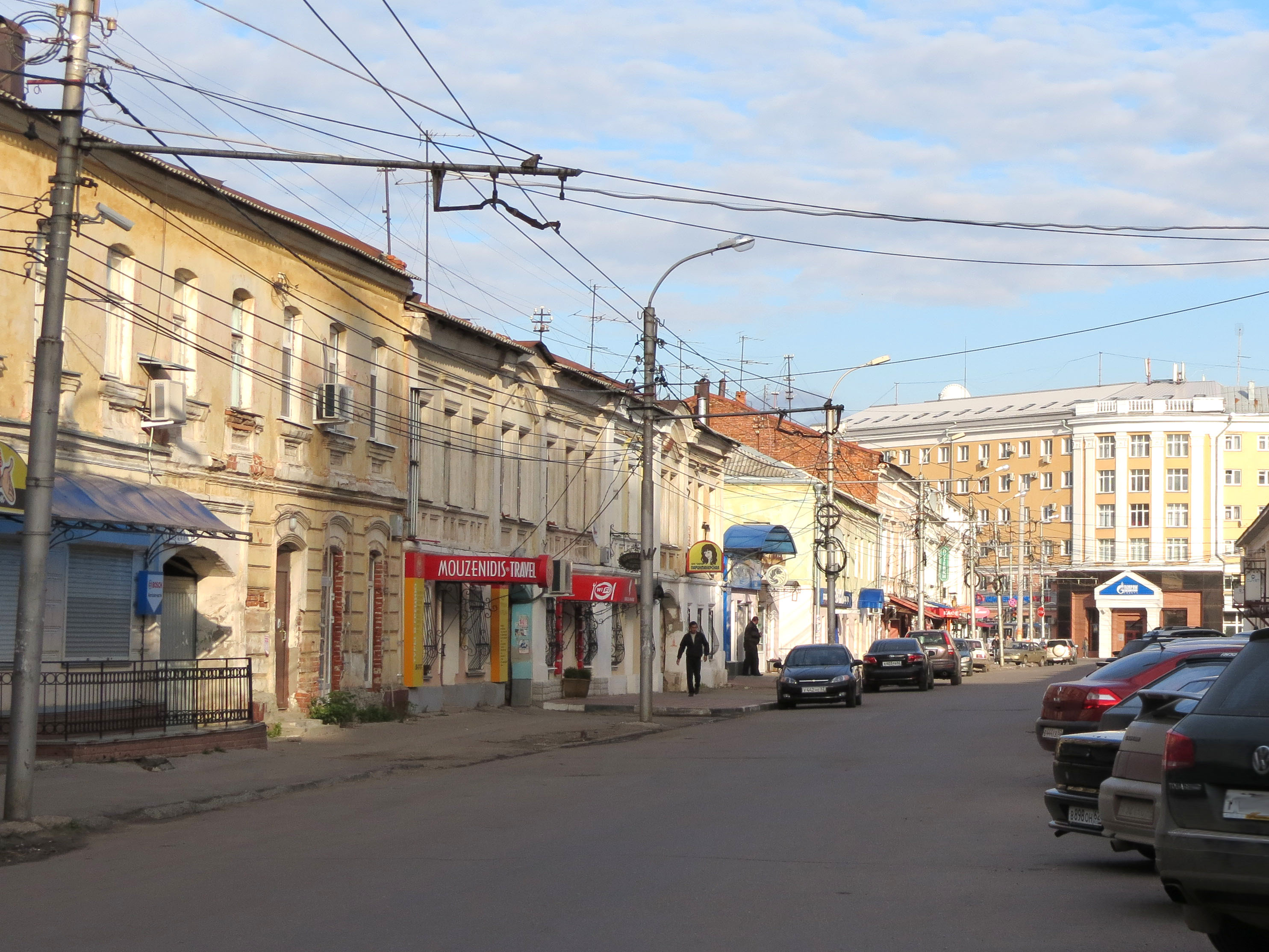
أحد شوارع المدينة

في عام 1521 انضمت إلى دولة موسكو. في عام 1778 أصبحت مركزا لولاية ريازان وتم تغيير اسمها إلى ريازان. وفي عام 1786 تم بناء ساحة الكاتدرائيات التي أصبحت مركزا اداريا وتقع عليها كافة دوائر الولاية.
في بداية القرن الـ 18 بدأت التجارة بالازدهار وانتشرت الورش الصناعية في المدينة وازداد عدد نفوسها حيث بلغ في نهاية القرن أكثر من 10 الاف نسمة وافتتحت فيها مدرسة تلاها تأسيس مسرح الاوبرا والدراما الذي يعتبر أحد اقدم المسارح في روسيا، وعملت فيها 12 مؤسسة صناعية مختلفة وافتتحت أول مطبعة وظهرت فيها أول مدرسة ثانوية.
في الحرب الوطنية عام 1812 كانت المدينة ملجأ للهاربين من الأراضي الروسية التي احتلتها قوات نابليون بالإضافة إلى الآف الجرحى الذين لجأوا اليها.
في عام 1837 شب فيها حريق كبير دمر أكثر المباني الخشبية، الامر الذي شكل بداية لاستخدام الحجر والاجر في البناء وأول المباني كان مبنى ثكنات الجيش ( حاليا المستشفى العسكري ). ودون النظر إلى ما خلفه الحريق ازداد توسع المدينة وعدد سكانها الذ ي زاد عن 21 الف نسمة ومدت على النهر 10 جسور بين طرفي المدينة. وفي عام 1890 انجز بناء محطة سكك الحديد.
مع بداية القرن الـ 20 اسس في المدينة مصنع للمعدات الزراعية وفي عام 1913 باشرت العمل محطة الكهرباء وانشئت شبكة توزيع المياه وبعد عام باشرت بدالة المدينة بالعمل أيضا.
وعشية ثورة أكتوبر عام 1917 كان فيها 18 مؤسسة صناعية منها مصنع الماكينات الزراعية ومصنعان للاجر ومصانع للموبيليا وغيرها زاد عدد العاملين فيها عن 1000 عامل. لقد تضررت المدينة كثيرا بسبب الحرب الاهلية. وبعد انتهاء الحرب واستقرار الاوضاع افتتح في المدينة المعهد العالي للتربية ومدرسة الفنون الجميلة واخرى للموسيقى ومدرسة طبية.
لقد تحولت المدينة خلال الفترة التي سبقت الحرب الوطنية العظمى إلى مركز صناعي كبير حيث تمركزت فيها مصانع المواد الغذائية والصناعات الخفيفة والثقيلة. وبعد انتهاء الحرب الوطنية العظمى أصبحت من المراكز الصناعية المهمة في الاتحاد السوفيتي حيث اسس في المدينة عدد من المؤسسات الصناعية الكبيرة مثل مصانع بناء الماكينات وتكرير النفط وغيرها.

## من المعالم الاثرية والمعمارية في المدينة
كرملين ريازان – مركز المدينة التاريخي الذي اسس في بداية القرن الـ 11 ويقع على الحدود الشمالية للمدينة عند ملتقى نهري تروبيج وليبيد. انه فخر الفن المعماري الروسي القديم. كان الكرملين في السابق محاطا بسور خشبي مقام على متراس ( مازال جزء منه موجود اليوم ). مع مرور الزمن احاطت الاديرة بالكرملين من كل جانب وحولوه إلى قلعة حصينة ومنيعة. ويتضمن هذا المجمع التاريخي المعماري على 18 معلما ثقافيا وتاريخيا وتبلغ مساحته 26 هكتارا.

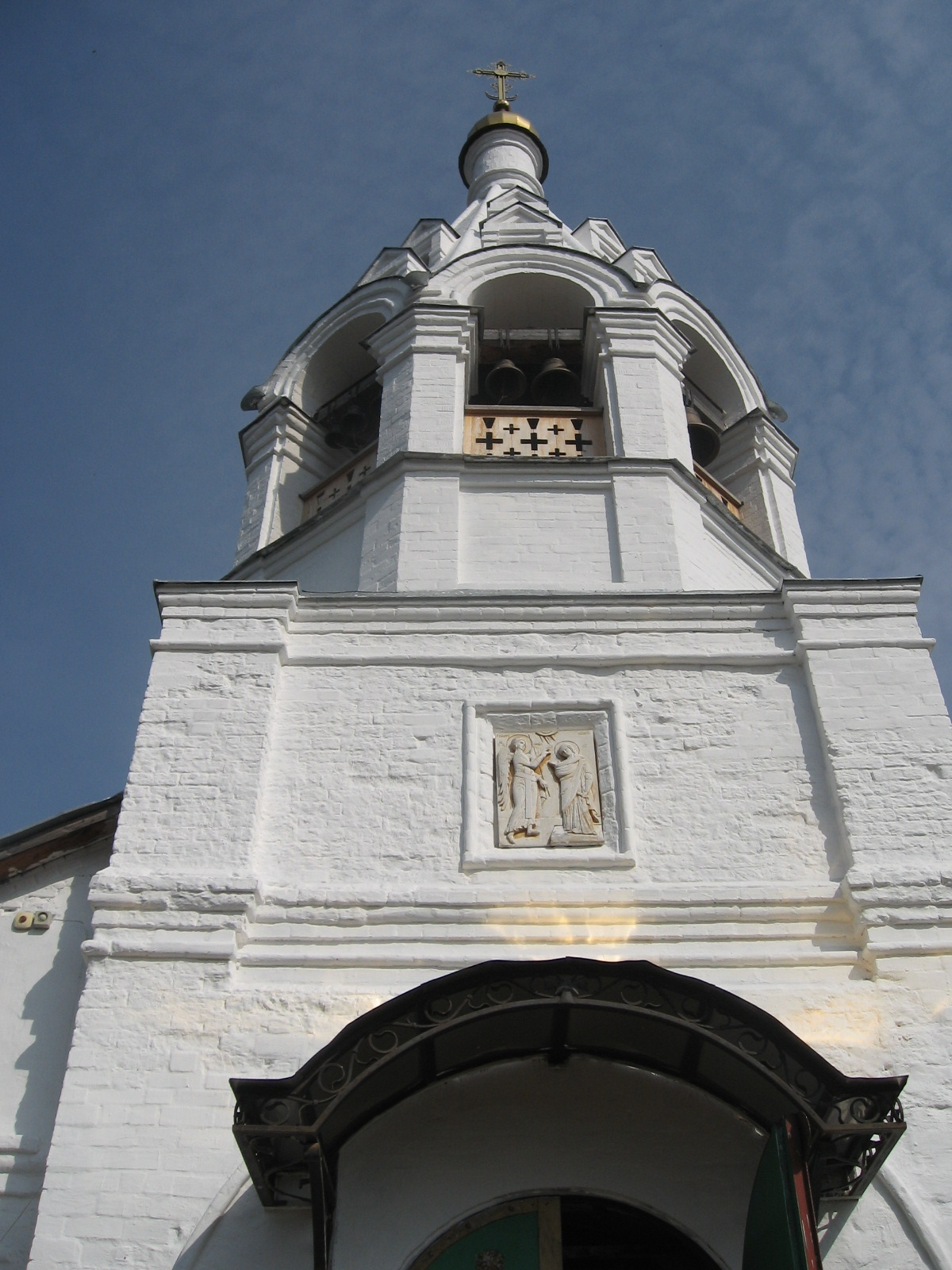
كاتدرائية صعود العذراء

كاتدرائية صعود العذراء ( 1693 – 1699 ). يعتبرالمبنى جوهرة هذا المعلم المعماري التاريخي، حيث تبلغ مساحته 1600 مترا مربعا وارتفاعه 72 مترا، اما ارتفاع مصف ( حائط ) الايقونات فيبلغ 26 مترا ويتكون من أربعة صفوف. وفي عام 1840 اضيفت إلى الكاتدرائية قبة الاجراس التي استمر بنائها 50 عاما والقبة مبنية بالحجر وتتكون من أربعة ادوار يبلغ ارتفاعها 86 مترا. وتوجد على الطابق الثالث منها ساحة تشرف على المنطقة بالكامل حيث امام الناظر تبرز بانوراما الكرملين والمدينة والضواحي.